# Massís Albà
El Massís Albà és un grup de relleu situat al sud-est de Roma i que geològicament pertany l'àrea anomenada zona volcànica del Laci. Les cotes més elevades són: el Maschio delle Faete de 956 m i el Mont Cavo (anteriorment dit Mont Albà) de 950 m. Inclou dos llacs importants Albà i Nemi, que són antics cràters volcànics i molts torrents. Dintre del massís hi ha un altre grup muntanyós anomenat Artemisio, configurat per tres cims: el mont Peschio (939 m), el Maschio d'Ariano (891 m) i el Maschio dell'Artemisio (812 m). Un altre nom que rep popularment aquesta àrea natural és el de Territori dels Castells (en italià: Territorio dei Castelli Romani), pels castells construïts aprofitant les elevacions del terreny.

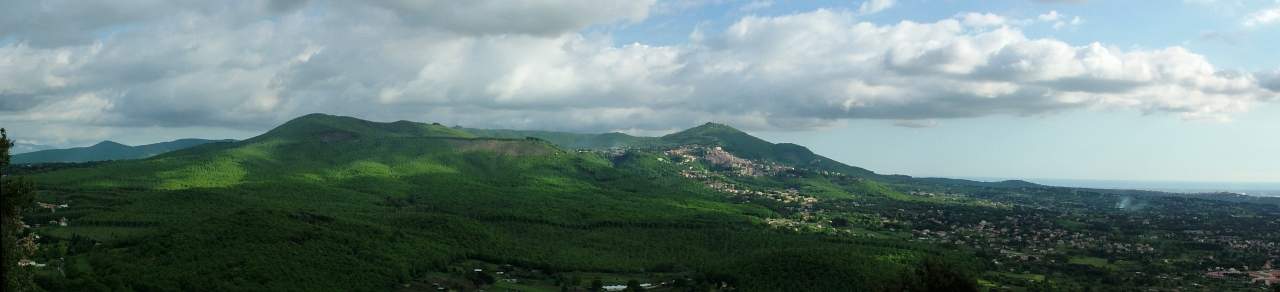
El massís Albà vist des del nord-est

## Clima
Des del punt de vista de les temperatures el territori de l'àrea del massís Albà pertany al domini del clima mediterrani temperat amb hiverns suaus, temperatures a la tardor superiors a les de la primavera i estius ventilats. Són excepció alguns altiplans i valls de la zona, com el Pratoni del Vivaro on, en nits serenes es poden enregistrar mínimes de fins a -12 °C a causa del fenomen de la inversió tèrmica. Aquí el clima és molt dur a l'hivern i les nevades són freqüents. Les precipitacions tenen una mitjana de 900 - 1000 mm anuals amb una disminució en els mesos de gener/febrer a juliol/agost i un brusc augment al setembre. Hi ha dos registres màxims: 750 mm i 1.500 mm, que es donen respectivament a Ciampino, Grottaferrata, Frascati, Marino (tots aquests llocs amb 750mm³), mentre que Velletri amb 1.500 mm³. Al massís Albà es presenta el fenomen anomenat stau, que consisteix en la reducció del vapor d'aigua dels núvols a mesura que el terreny s'eleva. Per això la pluviositat més alta es dona a les primeres altures del massís, de cara a la mar (oest), com Velletri, Genzano di Roma, Aprilia, Pomezia, Ardea i Arícia, mentre que les altures de l'anell interior (Mont Cavo i Rocca di Papa) i les de la zona nord tenen menys quantitat de pluja.
Normalment la zona està copejada pels vents de xaloc i garbí, i de vegades també el ponent. Durant l'hivern a vegades bufa la tramuntana i el gregal. La velocitat del vento pot superar els 90 km/h, xifra que ha estat enregistrada a l'estació meteorològica Monte Compatri.

## Territori

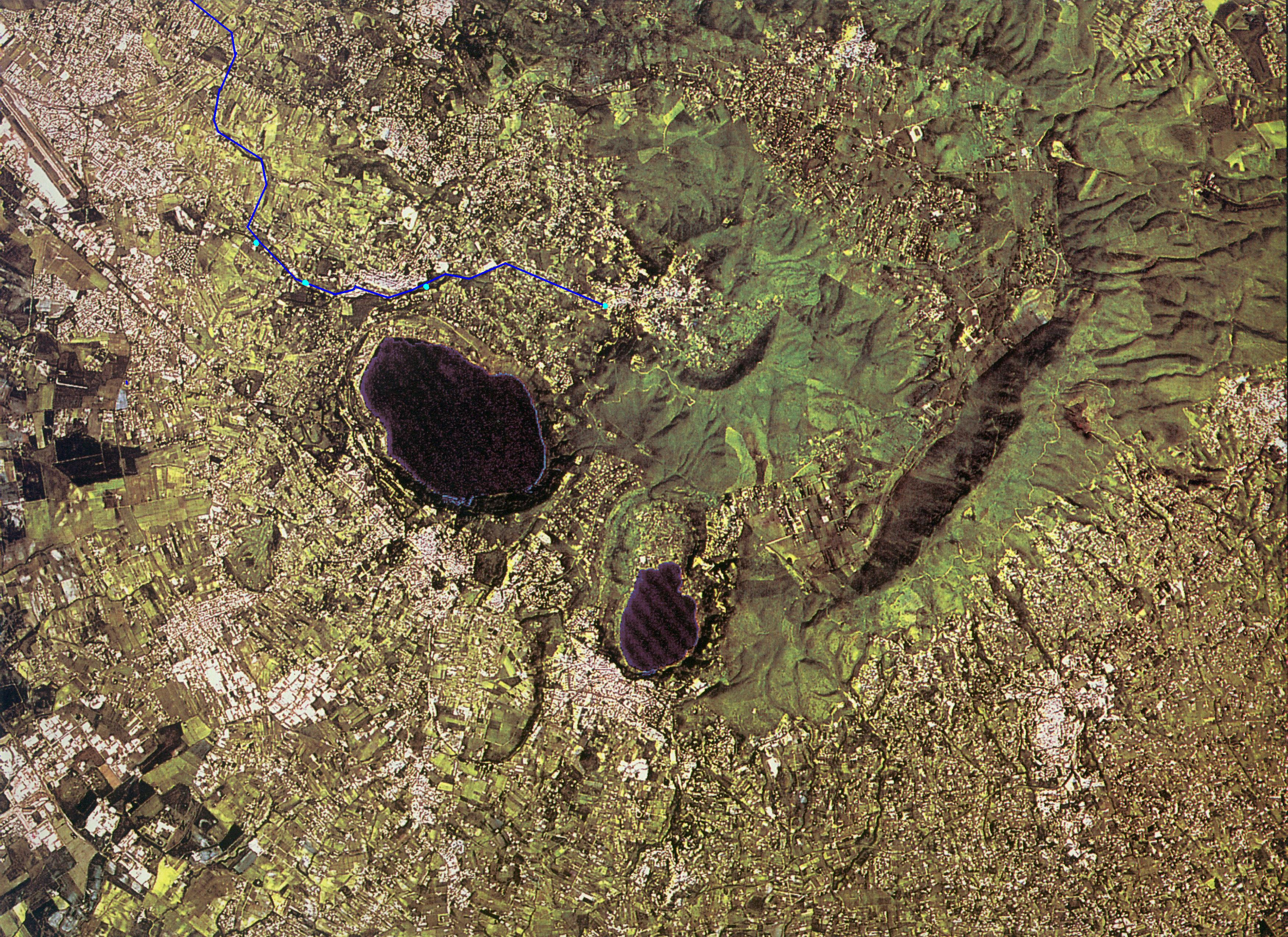
El massís Albà vist des de satèl·lit. Es veuen els llacs Albà (el més gran) i el de Nemi i a la part esquerra superior el Mont Cavo.

El territori dels Castelli Romani és una àrea d'origen volcànic, originada pel col·lapse dels volcans del Laci fa alguns centenars de milers d'anys. La boca principal ocupava l'interior aeri de la cintura dels castells (nom amb què s'anomenen les elevacions naturals d'aquesta zona). Aquest col·lapse va donar lloc a diverses boques secundàries, de les quals la més important era l'actual Mont Cavo (949 msnm). En un període situat entre els 100.000 i els 20.000 anys, les altres boques menors de l'àrea volcànica van esdevenir conques lacustres, que en gran manera s'han continuat erosionant en el decurs dels segles.
Segons la classificació donada pel Servei Geològico d'Itàlia la major part del territori dels Castelli Romani està composta per terrenys de categoria v7, és a dir, material d'erupció final que han donat lloc a la famosa pedra peperino emprada en construcció i pavimentació de carrers. Les zones d'extracció de peperino més notables estan a Marino, Albano Laziale, Arícia i algunes àrees de la Vall Latina.
Pel que fa a la classificació sísmica, pertany a la zona 2 (sismicitat mitjana-alta),

### Subdivisions
El territori dels Castelli pot dividir-se en diverses subzones des del punt de vist de la geografia humana:
- L'àrea Tusculana (Frascati, Monte Porzio Catone, Monte Compatri, Rocca di Papa, Rocca Priora, Colonna), tenint com a centre Frascati.
- L'àrea Appia o Albana (Castel Gandolfo, Albano Laziale e Arícia), tenint com a centre Albano Laziale.
- L'àrea Lanuvina (Lanuvio, Genzano di Roma, Nemi) tenint com a centre nominal Lanuvio, però a la pràctica el centre és Gennzano di Roma.
- L'àrea Artemisia (Velletri, Lariano, als quals es podria afegir Cisterna di Latina), formen una àrea per si mateixes.

Marino juntament a l'àrea Artemisa representa l'anell d'enllaç entre l'àrea Tusculana i l'Albana.
Inicialment dins l'àrea dels Castelli es comptaven catorze municipis, però actualment s'inclouen parcialment quatre més que són: Lariano, Velletri, Pomezia i Ardea.
Velletri està dubtosament inclosa perquè des de l'edat mitjana fins al segle XVI la ciutat ha mantingut sempre l'estatus de municipi lliure, distingint-se de la resta de municipis de la zona i sense haver format part d'un feu ni a cap senyor, per tant no va ser mai un "castello" pròpiament dit.
Lariano, va tenir un important castell donat en feu a la família Savelli, però des del 1436, any de la seva destrucció, fins al 1969 va ser una pedania de Velletri. Les dues localitats formen part geogràficament del massís albà i convencionalment són considerades a tots els efectes territori dels Castelli.
Cisterna di Latina, on se separa el Mont Artemisio de la ciutat de Velletri també forma part del massís Albà.
Aprilia, amb els seusllogarets de Casalazzara, Campoleone i Carano, són la part del relleu que enllaça al nord amb el de Lanuvio, Velletri i Genzano di Roma. Ardea també té un llogaret, Montagnano, que està situat en la part del relleu que enllaça amb Albano i Arícia.
Pomezia enllaça una part del seu relleu amb el de Albano Laziale i Castel Gandolfo.
Altres consideren també la ciutat de Ciampino, que el 1974 es va segregar del municipi de Marino, això no obstant el topònim de Ciampino ja existia al segle xvii, com consta en un document de possessió de monsenyor Giovanni Giustino Ciampini (1633-1698), anomenada vinya Ciampini ubicada en el territori de Marino.
Els Castelli Romani format per setze municipis cobreix una àrea de 435,86 km² i alberga una població de 291.056 habitants. El municipi d'aquesta àrea amb l'extensió de territori més gran és Velletri, seguit de Lanuvio, mentre que el municipi més petit és Colonna; la ciutat amb la major població segueix sent Velletri, seguit d'Albano Laziale i Marino, mentre que de la ciutat amb el menor nombre d'habitants és Nemi. Velletri és la setena ciutat de la província de Roma per habitants, mentre que Albano Laziale i Marino són el desè i el dotzè.

## Municipis
Classificats per altitud, els municipis que toquen al massís Albà són els següents:
| Municipi            | Altitud               |
| ------------------- | --------------------- |
| Rocca Priora        | 768 msnm - (muntanya) |
| Rocca di Papa       | 680 msnm -(muntanya)  |
| Monte Compatri      | 576 msnm              |
| Nemi                | 521 msnm              |
| Monte Porzio Catone | 451 msnm              |
| Genzano di Roma     | 435 msnm              |
| Castel Gandolfo     | 426 msnm              |
| Arícia              | 412 msnm              |
| Albano Laziale      | 400 msnm              |
| Marino              | 360 msnm              |
| Lariano             | 350 msnm              |
| Colonna             | 343 msnm              |
| Velletri            | 332 msnm              |
| Lanuvio             | 324 msnm              |
| Frascati            | 320 msnm              |
| Grottaferrata       | 320 msnm              |
| Pomezia             | 108 msnm              |
| Ardea               | 37 msnm               |

## Hidrografia

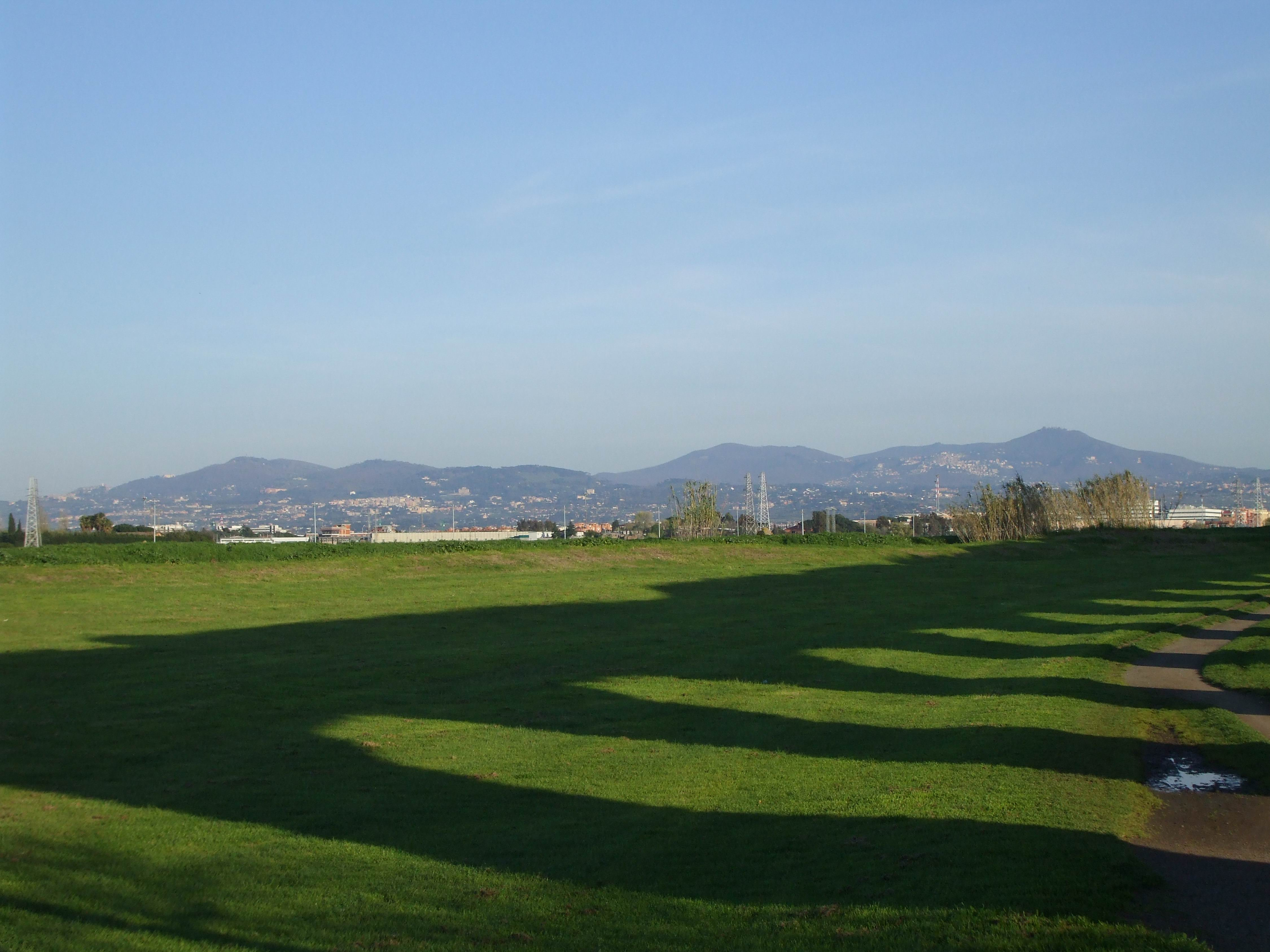
El massís Albà des del parc dels aqüeductes

El principal recurs hídric dels Castelli són dos llacs volcànics el d'Albà i el de Nemi,que juntament amb altres conques que es van assecar, es van originar en un període de fa entre 100.000 i 6.000 anys.
Els llacs secs són: el Campovecchio (a Grottaferrata), el Round Pond o Pavona a Castel Gandolfo i el llac de Vall Juturna avui Pozzo en Albano, Vallericcia a Arícia, el Laghetto di Turno (a Rocca di Papa), el Laghetto di Giuturna o Valle Pozzo (a Albano Laziale) el de Vallericcia (a Arícia), el Pantano della Doganella (a Rocca di Papa), el Pantano Secco i el de Prata Porci (a Monte Porzio Catone) i el llegendari Llac Regillius (a Frascati).
Tot el territori del massís Albà està regat per petits cursos d'aigua de tipus torrencial, anomenats localment fosso o marana, per exemple:
- Marana delle Pietrare o di Patatona, que passa pels municipis de Rocca di Papa i Marino;
- Fosso della Torre o di Montelungo, que passa pels municipis de Castel Gandolfo i Marino;
- Fosso di Cancelliera, que passa per Albano Laziale i Arícia;
- Fosso di Montagnano, que passa per Albano Laziale, Genzano di Roma i Arícia;
- Fosso di Valle Caia, que passa per Genzano di Roma i Velletri;
- Fosso di Anatolia, que passa per Velletri;
- Marana di Valle Marciana, que passa per Grottaferrata.

També són abundants les deus, per exemple:
- Acqua Algidiosa, al territori de Rocca Priora, que aprovisiona d'aigua a Frascati i l'àrea de Tusculana;
- Squarciarelli, al territorio de Grottaferrata, que dona origen a la Marana dell'Acqua Mariana i proveu d'aigua a Grottaferrata;
- Caput Aquae Ferentinum, al territori de Marino, que dona origen a la Marana delle Pietrare i proveu d'aigua a Marino;
- Acqua Preziosa, al territori de Grottaferrata;
- Malafitto, al territori d'Arícia, que proveu d'aigua a Castel Gandolfo, Albano Laziale i Arícia;
- Acqua Donzella, al territori de Lariano;
- Faiola, al territori de Velletri, que proveu d'aigua a Genzano di Roma i Velletri.

## Orografia
El següent llistat mostra els punts més elevats del massís, el seu nom i el municipi al qual pertanyen.
| Cim                 | Altitud  | Municipi                                                     |
| ------------------- | -------- | ------------------------------------------------------------ |
| Maschio delle Faete | 956 msnm | Rocca di Papa                                                |
| Mont Cavo           | 950 msnm | Rocca di Papa                                                |
| Mont Peschio        | 939 msnm | Velletri, Lariano                                            |
| Turó Jano           | 938 msnm | Rocca di Papa                                                |
| Maschio dell'Ariano | 891 msnm | Lariano                                                      |
| Mont de Ferrari     | 886 msnm | Velletri, Rocca di Papa                                      |
| Malepasso           | 864 msnm | Rocca di Papa                                                |
| Mont Vescovo        | 822 msnm | Rocca di Papa                                                |
| Turó la Gigna       | 820 msnm | Rocca di Papa                                                |
| Mont Sarapullero    | 816 msnm | Rocca di Papa                                                |
| Mont Artemisio      | 812 msnm | Velletri                                                     |
| Mont Ara            | 785 msnm | Rocca di Papa                                                |
| Mont Salomone       | 778 msnm | Mont Compatri                                                |
| Rocca Priora        | 768 msnm | Rocca Priora                                                 |
| Mont Ceraso         | 766 msnm | Rocca Priora                                                 |
| La Montagnola       | 750 msnm | Monte Compatri                                               |
| Turó dels Guardiani | 747 msnm | Rocca di Papa                                                |
| Mont Spina          | 731 msnm | Nemi                                                         |
| Turó Marcone        | 726 msnm | Rocca Priora                                                 |
| Mont Fiore          | 723 msnm | Rocca Priora                                                 |
| Turó Tondo          | 686 msnm | Rocca di Papa                                                |
| Tusculum            | 670 msnm | Monte Porzio Catone, Grottaferrata, Frascati, Monte Compatri |
| Turó de la Mola     | 640 msnm | Rocca Priora                                                 |
| Mont Tagliente      | 625 msnm | Rocca Priora                                                 |
| Turó dels Caputxins | 615 msnm | Albano Laziale                                               |
| Turó Capo Rosso     | 600 msnm | Rocca Priora                                                 |
| Turó Bello          | 600 msnm | Velletri                                                     |

Encara per sota dels 600 m hi ha elevacions amb nom propi: Colle Tondo (596 m) i Colle Caldaro (467 m) tots dos al municipi de Genzano di Roma; Mont Gentile (580 m) al municipi d'Arícia; el centre històric de Nemi (a 521 m); el nucli històric de Castel Gandolfo (a 426 m) i el de Villa Vaselli (381 m) al municipi de Castel Gandolfo; el Mont Crescenzio (379 m) i Belpoggio (376 m) al municipi de Marino; el Colle dei Cappuccini (380 m) i el Colle degli Olmi (405 m) al municipi de Velletri; i el Mont Savello (325 m) al municipi d'Albano Laziale. Algunes poblacions (el nucli històric) estan construïdes a una altitud considerable, com és el cas de Monte Compatri (576 m), Monte Porzio Catone (451 m) i Lanuvio (324 m).

## Mineralogia

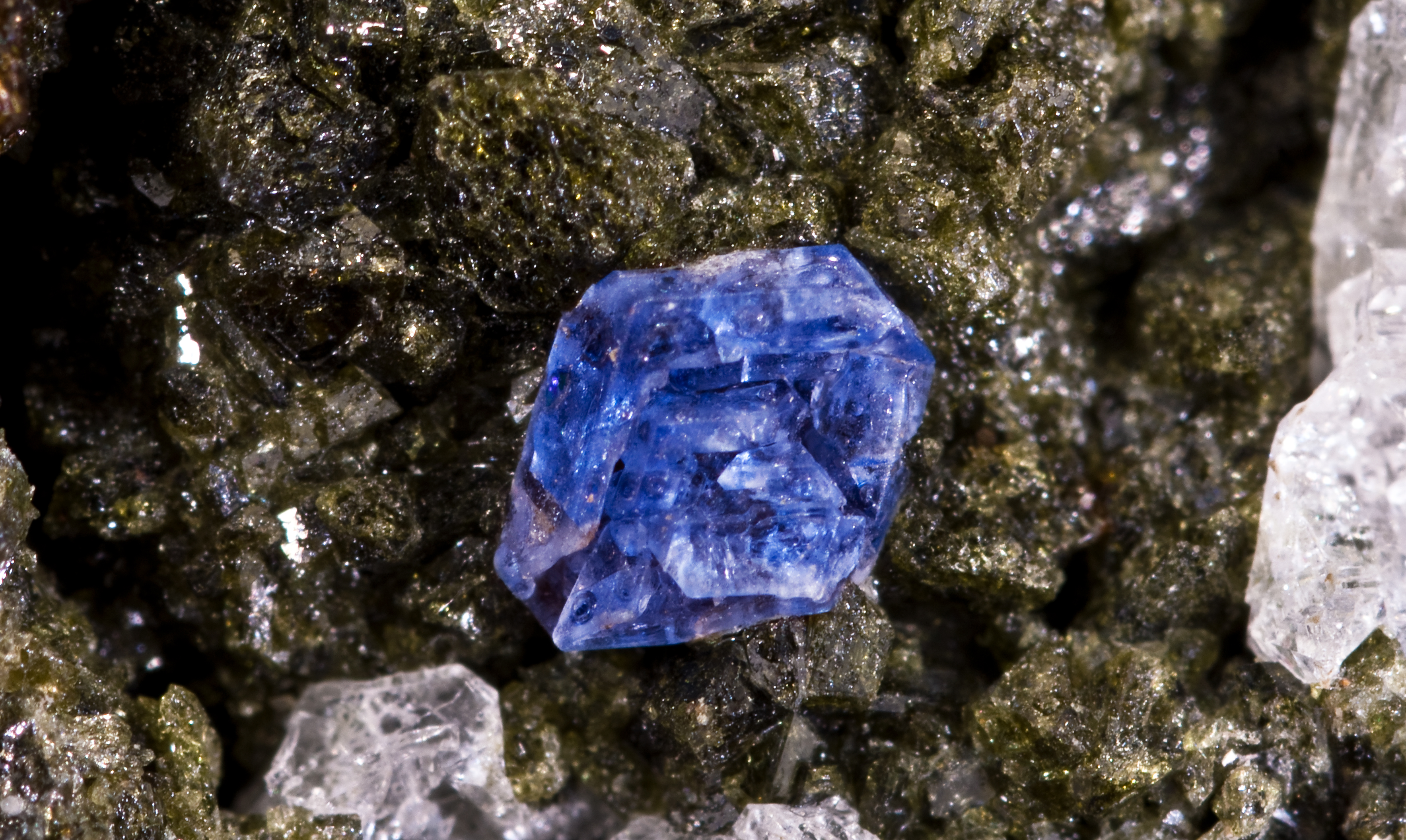
Exemplar de haüyna.

El massís de Albà està constituït en gran part per material volcànic, que té diversa consistència i assumeix diferents noms segons la part des d'on s'observin. Des de la part de Tusculum, per exemple, hi ha un tipus de tuf anomenat "pedra del Tuscolo", perquè és un aflorament de pedra que es troba al mont Tusculum; en una altra part, la Vall Latina, abunda també el tuf; entre Marino, Arícia i Albano Laziale es troba una pedra anomenada peperino (la pedrera més famosa era la de Marino, abandonada després de la segona guerra mundial); es troba també sílex i putzolana.
Al massís Albà hi ha algunes mines on es poden trobar els següents cristalls:
- gismondina-Ca
- haüyna
- latiumita
- phil·lipsita
- spadaita